# Tympanocryptis
Genre
Tympanocryptis est un genre de sauriens de la famille des Agamidae.

## Répartition
Les quinze espèces de ce genre sont endémiques d'Australie.

## Liste des espèces
Selon The Reptile Database (30 décembre 2015) :
- Tympanocryptis centralis Sternfeld, 1925
- Tympanocryptis cephalus Günther, 1867
- Tympanocryptis condaminensis Melville, Smith, Hobson, Hunjan & Shoo, 2014
- Tympanocryptis diabolicus Doughty, Kealley, Shoo & Melville, 2015
- Tympanocryptis fortescuensis Doughty, Kealley, Shoo & Melville, 2015
- Tympanocryptis gigas Mitchell, 1948
- Tympanocryptis houstoni Storr, 1982
- Tympanocryptis intima Mitchell, 1948
- Tympanocryptis lineata Peters, 1863
- Tympanocryptis pentalineata Melville, Smith, Hobson, Hunjan & Shoo, 2014
- Tympanocryptis pinguicolla Mitchell, 1948
- Tympanocryptis pseudopsephos Doughty, Kealley, Shoo & Melville, 2015
- Tympanocryptis tetraporophora Lucas & Frost, 1895
- Tympanocryptis uniformis Mitchell, 1948
- Tympanocryptis wilsoni Melville, Smith, Hobson, Hunjan & Shoo, 2014

## Publication originale
- Peters, 1863 : Eine Übersicht der von Hrn. Richard Schomburgk an das zoologische Museum eingesandten Amphibien, aus Buchsfelde bei Adelaide in Südaustralien. Monatsberichte der Königlich Preussischen Akademie der Wissenschaften zu Berlin, vol. 1863, p. 228-236 (texte intégral).